# Yvonne Wisse
Yvonne van Langen-Wisse (Vlissingen, 6 juni 1982) is een voormalige Nederlandse atlete, die afkomstig is uit Zeeland, maar tegenwoordig in Amsterdam woont. Ze was gespecialiseerd in de meerkamp en werd in deze discipline achtmaal Nederlands kampioene. Daarnaast heeft zij ook op individuele nummers verschillende nationale gouden plakken veroverd.

## Biografie

### Aanleg voor alles
Yvonne Wisse beoefende de atletieksport al heel lang. Reeds vanaf haar zevende jaar was zij actief, aanvankelijk bij atletiekvereniging Dynamica in Vlissingen. Van begin af aan heeft zij zich vooral als meerkampster beschouwd, hoewel de Zeeuwse aanleg bleek te hebben voor alles. Vond ze iets leuk, dan concentreerde zij zich daar een tijdje op en vielen de prestaties vervolgens als rijpe appelen van de boom. Zelfs de KNAU maakte van die eigenschap gebruik, zoals in 1998. De toen zestienjarige vwo-scholiere was na diverse nationale jeugdkampioenschappen, beladen met vijf gouden, drie zilveren en één bronzen plak, op zomervakantie gegaan. Bij terugkomst lag er een brief van de KNAU in de bus. "Ik werd uitgenodigd om de 400 horden te lopen bij de A-interland in Brugge. Die had ik nog nooit gelopen. Ik had nog een week of twee om me voor te bereiden. In die twee weken heb ik best nog wel even hard getraind. In Brugge ging het toen gelijk hartstikke goed en won ik ook nog."

### Internationale ervaring opdoen
In 1999 nam Yvonne Wisse deel aan de Europese Jeugd Olympische Dagen in Esbjerg. De meerkamp stond echter niet op het programma, waardoor de Zeeuwse zich tevreden moest stellen met deelname aan enkele individuele nummers. Het werden de 100 m horden en de 400 m, waarop Yvonne respectievelijk achtste en zesde werd. Het bleek toch een belangrijke ervaring voor het jaar erna. Want in 2000 nam zij als eerstejaars A-junior deel aan de wereldkampioenschappen voor junioren in Santiago. In dit toernooi, waarin Rutger Smith en Marjolein de Jong voor Nederland de show stalen, sleepte Yvonne Wisse op de zevenkamp met een score van 5371 punten een alleszins verdienstelijke zevende plaats uit het vuur.

### Veelzijdig
Dat najaar verhuisde zij in verband met haar studie naar Noord-Holland en werd lid van AV De Spartaan in Lisse, waar zij onder de hoede kwam van trainer Gerard Lenting: "Toen ze bij mij kwam trainen, zijn we heel hard gaan werken aan haar looptechniek. Dat valt misschien maar weinig mensen op, maar ze is er veel mee vooruit gegaan. Later zijn we geleidelijk aan ook meer aan de werpnummers gaan werken. Dat zijn de zwakke onderdelen in haar meerkamp, waar ze ook het minst graag op trainde. Langzamerhand is ze het plezier van het werpen gaan ontdekken en ze is ook wat sterker geworden."
Haar laatste jaar bij de junioren, 2001, houdt Yvonne nog eens goed huis tijdens de verschillende nationale jeugdkampioenschappen. Naast haar eerste nationale gouden plak bij de vrouwen sprokkelt zij in totaal zes jeugdtitels bij elkaar, waardoor de teller in totaal op negentien jeugdtitels komt te staan. Het zegt iets over de veelzijdigheid van de Zeeuwse. Intussen gaat het met haar meerkamp ook steeds beter. Bij de Europese jeugdkampioenschappen in Grosseto wordt ze met 5507 punten keurig zesde en een maand later verovert zij op het NK Meerkamp in Vught met haar beste jaarprestatie van 5584 punten haar allerlaatste jeugdtitel.

### Zilver in Bydgoszcz
De overgang van junior naar senior gaat Yvonne Wisse schijnbaar moeiteloos af. In 2002 haalt ze op de meerkamp gelijk maar beide nationale seniorentitels naar zich toe, evenals in 2003. Bovendien boekt zij dan haar grootste internationale succes tot nu toe door op het Europees kampioenschap atletiek (onder 23 jaar) in Bydgoszcz met 5895 punten een zilveren medaille op de zevenkamp te behalen. Desondanks is Yvonne in de ogen van Gerard Lenting in de zevenkamp nog een puber. 'Ze zet nog niet altijd evenwichtige prestaties neer. Soms bestaat haar meerkamp uit een groeispurt en pieken. Bij volwassenen is de meerkamp veel evenwichtiger.' Samen hebben ze de route naar de top al uitgestippeld. Een meerkampster bereikt rond haar 28e haar top. 'Tussen 2004 en 2008 moet Yvonne de stap naar de Europese subtop maken en vanuit daar doorwerken neer de top', aldus Lenting.

### De 6000 puntengrens gepasseerd
De jaren 2004 tot en met 2006 behoren niet tot de meest spectaculaire uit de atletiekloopbaan van Yvonne Wisse. De eerder zo gestaag verlopen progressie vertoonde stagnatie. Alleen in 2005 was er sprake van een stap voorwaarts. Yvonne werd Nederlands kampioene zevenkamp en draaide ook een tweetal goede zevenkampen tijdens Europa Cup wedstrijden: in Leiria werd zij vijfde en in Bydgoszcz overschreed zij met 6026 voor de eerste maal de 6000 puntengrens. Bovendien behaalde zij bij de individuele kampioenschappen een gouden plak op hoogspringen met een sprong over 1,79 m. Haar vijfde plaats op de zevenkamp tijdens de universiade in İzmir dat jaar mag eveneens niet onvermeld blijven. Sterkste meerkampster van Nederland was ze echter niet. Karin Ruckstuhl en Laurien Hoos scoorden beter, maar die hadden dat jaar andere prioriteiten gesteld.
Het jaar 2006 was opnieuw een minder jaar. Geen nationale titels, geen progressie, "slechts" een PR-prestatie op de 100 m horden en een zilveren plak tijdens de nationale kampioenschappen. De afronding van haar studie en de start van haar maatschappelijke carrière eisten hun tol. Bovendien speelde een voetblessure op een ongelukkig moment halverwege het seizoen haar ook parten.

### Wereldkampioenschappen
In 2007 liet Yvonne Wisse echter al snel blijken een serieuze gooi te willen doen naar deelname aan de wereldkampioenschappen in Osaka in augustus. Voor het eerst sinds vier jaar haalde ze de nationale indoortitel op de meerkamp weer naar zich toe met 4219 punten, haar op een na beste score ooit. Op naar de jaarlijkse internationale Hypomeeting in Götzis in mei, waar ze echter een forse teleurstelling te slikken kreeg. Yvonne bleef ver verwijderd van de 6000 punten, noodzakelijk om zich te kwalificeren voor Osaka. Erger voor haar was, dat dit Karin Ruckstuhl en Laurien Hoos in Götzis wél lukte. En aangezien Jolanda Keizer inmiddels in Nederland de meerkamptitel had veroverd en daarbij ook al boven de 6000-puntengrens was uitgekomen, dreigde er voor Yvonne Wisse een klein persoonlijk drama: drie landgenotes (het maximale deelnemersaantal voor de WK) waren beter dan zij. Een voor Nederland overigens unieke situatie; nooit eerder had Nederland tegelijkertijd zoveel goede meerkampsters gehad.
Wisse reageerde echter op de enig juiste manier: zij wiste de "schande" van Götzis uit door eerst begin juli bij de Europa Cup wedstrijd in Tallinn een meerkamp af te ronden met een totaal van 5974 punten, waarmee zij in het individuele klassement tweede werd achter Karin Ruckstuhl. En ten slotte meerkampte zij zich enkele weken later in Griekenland alsnog naar Osaka. In een bloedheet Nauplion verbeterde Yvonne Wisse zich op 21 en 22 juli 2007 naar 6086 punten, 60 punten beter dan ooit. Daarmee behaalde ze tevens de limiet voor de wereldkampioenschappen atletiek. Haar score was bovendien beter dan die van Laurien Hoos, die prompt haar eerder zo zekere uitzending naar Osaka in het water zag vallen. Nederland kampt, hoe gek het ook klinkt, op de meerkamp bij de vrouwen met een luxeprobleem.
In Osaka leverde Yvonne Wisse opnieuw een zevenkamp van niveau af, waarin zij op de meeste onderdelen dicht tegen haar beste persoonlijke prestaties aanzat. Zij bleef met 6056 punten slechts 30 punten achter op haar Griekse PR-prestatie, wat haar in de eindrangschikking van de WK ten slotte een zestiende plaats opleverde. Een verdienstelijk debuut op mondiaal niveau.

### Focus op Olympische Spelen
Nadat Wisse de winter goed had kunnen doortrainen, begon zij het jaar 2008 veelbelovend met een overwinning op de vijfkamp tijdens de nationale kampioenschappen in Gent, begin februari. Het was alweer haar vierde titel op de indoormeerkamp. Met een persoonlijk recordtotaal van 4434 punten en ook nog PR's op drie verschillende onderdelen liet zij zien goed op weg te zijn. Een dik PR zou ze trouwens ook op de zevenkamp nodig hebben, wilde zij naar Peking worden afgevaardigd. Want op de buitenmeerkamp moest Yvonne minimaal 6159 punten scoren en dat lag nog altijd 73 punten voorbij haar beste prestatie ooit. Het vertrouwen om deze limiet te halen was aan het begin van het zomerseizoen echter groot. En ook met haar ambitie zat het wel goed. "Ik heb geproefd aan het WK in Osaka. De Spelen in Peking zullen ongetwijfeld lekkerder smaken." Om haar kansen te maximaliseren had Wisse eind 2007 zelfs besloten om zich voor de volle honderd procent op de topsport te richten. Alles had ze ervoor opzij gezet.
Haar eerste kans deed zich al voor in de eerste helft van mei. Bij een meerkampwedstrijd in het Italiaanse Desenzano trachtte ze de olympische limiet te halen, maar slaagde hierin niet. Ze werd er vierde en verzamelde een totaal van 5975 punten. Vooral op de eerste dag liet ze op enkele onderdelen wat punten liggen. Een goede leer voor de volgende poging, die ze gepland had op de jaarlijkse Hypomeeting in het Oostenrijkse Götzis, eind mei. Ook daar bereikte ze haar doel echter niet, al verbeterde ze er wel haar beste meerkampresultaat ooit. De bijeengesprokkelde 6098 punten waren echter 'maar' twaalf punten beter dan haar eerdere PR, terwijl het er 73 hadden moeten zijn. Vooral op hoogspringen, toch een van haar sterkste onderdelen, bleef ze deze keer met 1,73 achter bij de verwachtingen. Ze had dan ook behoorlijk gemengde gevoelens over dit resultaat. Ze greep zich evenwel vast aan de Europacup-meeting, die eind juni in Hengelo zou plaatsvinden. Daar moest het dan maar gebeuren, zo stelde ze.
Die kans kreeg ze echter niet. Een week voor deze wedstrijd moest ze zich noodgedwongen afmelden. Een bacteriële infectie had haar inmiddels in haar greep, waardoor het afleveren van een goede prestatie onmogelijk was geworden. Een bijzonder zure afsluiting van een periode, waarin Yvonne Wisse alle kans in handen leek te hebben om te slagen in haar missie.

### Goede start 2009
Aan het begin van 2009 bleek Yvonne Wisse alle teleurstelling en frustratie van het afgelopen seizoen van zich te hebben afgeschud. Na in januari zonder blessureproblemen veel werk te hebben verzet op een trainingskamp in het Zuid-Afrikaanse Stellenbosch, zette zij al haar kaarten op deelname aan het prestigieuze Reval Hotels Cup meerkampfestijn van Erki Nool in Tallinn op 8 februari. Het bleek een goede keus. Wisse scoorde er een puntentotaal van 4536 en dat was een dik meerkamp-PR. Ze verdiende er niet alleen de tweede plaats mee, maar ook een uitnodiging van de EAA voor deelname aan de Europese indooratletiekkampioenschappen in Turijn in maart. Een prima revanche van de Amsterdamse op het teleurstellende jaar 2008.
Teneinde in Turijn optimaal aan de start te verschijnen, liet zij vervolgens de Nederlandse indoorwedstrijden schieten. Desondanks overheerste na afloop van de meerkamp op de EK indoor de teleurstelling. Weliswaar had Wisse het op het eerste en laatste nummer beter gedaan dan in Tallinn, maar daar tussenin liet ze, met name bij het hoogspringen (1,71 ten opzichte van 1,78 in Tallinn), enkele steken vallen, waardoor ze uiteindelijk de wedstrijd, waarin Jolanda Keizer zilver veroverde, met 4406 punten als achtste beëindigde.

### Feestje in Götzis
In een voorjaarsstage op Tenerife in april liet Wisse de Turijnse teleurstelling achter zich en bereidde zij zich voor op het baanseizoen. De volgende uitdaging stond reeds gepland op 9 en 10 mei; in het Italiaanse Desenzano zou zij een eerste poging doen om de WK-limiet te halen. Dat lukte evenwel niet. Hoewel ze er een degelijke meerkamp produceerde, bleven niet alleen de negatieve, maar ook de positieve uitschieters uit, waardoor ze ten slotte uitkwam op 5986 punten. Heimelijk had ze gehoopt op een aantal onderdelen een scherpere prestatie neer te kunnen zetten, al besefte ze wel dat de echte piek later in het jaar moest liggen.
De volgende poging stond gepland op de Hypomeeting in het meerkampmekka Götzis, eind mei. Daar dienden de positieve uitschieters zich eindelijk wél aan zodat de Amsterdamse, na zich te hebben hersteld van een struikelstart op de 100 m horden, met PR-prestaties op de 200 m en het kogelstoten en na een zwaar bevochten 800 m precies uitkwam op 6100 punten, 10 meer dan de vereiste WK-limiet. Aangezien ook haar landgenoten op de tienkamp allen de vereiste limietprestatie leverden, was er na afloop in Götzis alle aanleiding voor een klein Nederlands feestje. Vier meerkampatleten die zich in één wedstrijd hadden gekwalificeerd voor de WK, dat was in Nederland nog nooit vertoond.

### Titel op 100 m horden
In de aanloop naar Berlijn liet Yvonne Wisse vervolgens de Europacup meerkamp eind juni aan zich voorbijgaan. Begin juli brak ze echter door een ongelukkige aanraking met een salontafel in eigen huis haar teen en moest ze die maand noodgedwongen nog diverse andere wedstrijden laten schieten. Hoewel ze begin augustus weer blessurevrij was en de rust haar op zich ook wel goed had gedaan, was zij in haar voorbereiding op de WK behoorlijk achterop geraakt en die achterstand zou ze niet meer inhalen. Op de Nederlandse baankampioenschappen in Amsterdam in het eerste weekend van augustus leek alles weliswaar nog koek en ei; ze veroverde er zowaar nog een titel op de 100 m horden op ook. Daar moest ze trouwens nog hard voor strijden met Judith Vis, die bezig is aan een opzienbarende comeback na jarenlange blessure-ellende. Wel dient gezegd dat beide dames vermoedelijk niet zover zouden zijn gekomen, als regerend kampioene Femke van der Meij niet voortijdig geblesseerd was uitgevallen.
Enkele weken later bleek echter in Berlijn, dat de opgelopen trainingsachterstand haar qua prestatieniveau behoorlijk had teruggeworpen. Evenaarde zij op het eerste nummer, de 100 m horden, met 13,66 nog haar beste seizoensprestatie, daarna ging het bergafwaarts met Wisse, die na twee dagen zwoegen ten slotte met een puntentotaal van 5704 als twintigste eindigde.

### Privé
Wisse studeerde communicatie- en informatiewetenschappen aan de Vrije Universiteit Amsterdam. In 2006 rondde zij deze studie af. Vervolgens werkte ze tot december 2007 op parttime basis bij Artsen zonder Grenzen in Nederland en was zij sindsdien fulltime atlete. Eind 2009 trad Yvonne Wisse in het huwelijk met haar partner Pieter van Langen.

## Nederlandse kampioenschappen

### Outdoor
| Onderdeel    | Jaar             |
| ------------ | ---------------- |
| hoogspringen | 2005             |
| verspringen  | 2007             |
| 100 m horden | 2009             |
| zevenkamp    | 2002, 2003, 2005 |

### Indoor
| Onderdeel    | Jaar                         |
| ------------ | ---------------------------- |
| 200 m        | 2004                         |
| hoogspringen | 2001                         |
| vijfkamp     | 2002, 2003, 2007, 2008, 2012 |

## Statistieken

### Persoonlijke records
Outdoor
| Onderdeel    | Prestatie | Datum            | Plaats    |
| ------------ | --------- | ---------------- | --------- |
| 100 m        | 12,03 s   | 23 mei 2009      | Hoorn     |
| 200 m        | 23,76 s   | 30 mei 2009      | Götzis    |
| 400 m        | 55,29 s   | 27 april 2008    | Krommenie |
| 800 m        | 2.09,16 s | 1 juni 2008      | Götzis    |
| 100 m horden | 13,48 s   | 29 mei 2010      | Götzis    |
| 400 m horden | 58,70 s   | 27 augustus 2005 | Utrecht   |
| hoogspringen | 1,81 m    | 14 mei 2005      | Emmeloord |
| verspringen  | 6,41 m    | 22 mei 2010      | Hoorn     |
| kogelstoten  | 13,96 m   | 30 mei 2009      | Götzis    |
| speerwerpen  | 39,00 m   | 27 mei 2007      | Götzis    |
| zevenkamp    | 6100 p    | 30/31 mei 2009   | Götzis    |

Indoor
| Onderdeel    | Prestatie | Datum            | Plaats    |
| ------------ | --------- | ---------------- | --------- |
| 60 m         | 7,70 s    | 31 januari 2009  | Apeldoorn |
| 200 m        | 24,55 s   | 21 februari 2004 | Gent      |
| 800 m        | 2.11,21 s | 3 februari 2008  | Gent      |
| 50 m horden  | 7,43 s    | 24 januari 2004  | Zuidbroek |
| 60 m horden  | 8,35 s    | 6 maart 2009     | Turijn    |
| hoogspringen | 1,81 m    | 3 februari 2002  | Gent      |
| verspringen  | 6,19 m    | 3 februari 2008  | Gent      |
| kogelstoten  | 13,58 m   | 8 februari 2009  | Tallinn   |
| vijfkamp     | 4536 p    | 8 februari 2009  | Tallinn   |

### Prestatieontwikkeling meerkamp
| Jaar | Zevenkamp | Vijfkamp |
| ---- | --------- | -------- |
| 2000 | 5435      | 4036     |
| 2001 | 5584      | 3990     |
| 2002 | 5719      | 4207     |
| 2003 | 5895      | 4356     |
| 2004 | 5710      | 4091     |
| 2005 | 6026      | -        |
| 2006 | 5859      | -        |
| 2007 | 6086      | 4219     |
| 2008 | 6098      | 4434     |
| 2009 | 6100      | 4536     |
| 2010 | -         | -        |
| 2011 | -         | -        |

### Opbouw PR meerkamp en potentie op basis van persoonlijk records
In de tabel staat de uitsplitsing van het persoonlijk record op de zevenkamp. In de kolommen ernaast staat ook het potentieel record, met alle persoonlijke records op de losse onderdelen en de bijbehorende punten.
|              | Uitsplitsing PR | Uitsplitsing PR | Uitsplitsing PR |              | Potentieel record | Potentieel record |
| Onderdeel    | Prestatie       | Wind (m/s)      | Punten          | Pers. record | Punten            |                   |
| ------------ | --------------- | --------------- | --------------- | ------------ | ----------------- | ----------------- |
| 100 m horden | 13,73           | -0,7            | 1017            | 13,34 1      | 1074              |                   |
| hoogspringen | 1,76            |                 | 928             | 1,81         | 991               |                   |
| kogelstoten  | 13,96           |                 | 791             | 13,96        | 791               |                   |
| 200 m        | 23,76           | +1,5            | 1004            | 23,76        | 1004              |                   |
| verspringen  | 6,07            | +1,2            | 871             | 6,41         | 978               |                   |
| speerwerpen  | 34,98           |                 | 571             | 39,00        | 648               |                   |
| 800 m        | 2.13,23         |                 | 918             | 2.09,16      | 977               |                   |
| Puntentotaal |                 |                 | 6100            |              | 6463              |                   |

1Prestatie met rugwind-voordeel; zonder voordeel 13,48s 1053 punten

## Palmares

### 100 m
- 2003:  Arena Games te Hilversum – 12,25 s
- 2005:  Papendalgames – 12,14 s

### 200 m
- 2002:  NK – 24,29 s (+4,4 m/s)
- 2003:  Trigallez recordwedstrijden te Hoorn – 24,41 s
- 2004:  NK indoor – 24,55 s
- 2005: 5e NK – 24,11 s

### 400 m
- 1999: 6e EYOD – 56,67 s
- 2001:  Trigallez Recordwedstrijden – 55,85 s

### 60 m horden
- 2002:  NK indoor – 8,87 s
- 2004: 4e NK indoor – 8,55 s
- 2007: DSQ NK indoor
- 2009:  NK indoor – 8,45 s

### 100 m horden
- 1999: 8e EYOD – 14,21 s
- 2002: 4e NK – 14,05 s
- 2003:  Ter Specke Bokaal te Lisse – 13,69 s
- 2004:  Arena Games – 13,30 s
- 2005:  Ter Specke Bokaal – 13,69 s
- 2005: 7e FBK Games – 13,65 s
- 2005:  Papendalgames – 13,78 s
- 2005:  NK – 14,01 s
- 2006:  Ter Specke Bokaal – 14,11 s
- 2006:  Gouden Spike – 13,97 s
- 2006:  NK – 13,50 s
- 2006:  Arena Games – 14,39 s
- 2007:   Ter Specke Bokaal – 13,65 s
- 2008:  NK – 13,53 s
- 2009:  NK – 13,86 s
- 2010:  Ter Specke Bokaal – 13,48 s
- 2010:  Flynth recordwedstrijden te Hoorn – 13,60 s

### 200 m horden
- 2001:  Arena Games – 28,52 s
- 2005:  Arena Games – 26,99 s

### 400 m horden
- 2005:  Rob Druppers Meeting te Utrecht – 58,70 s

### hoogspringen
- 2001:  NK indoor – 1,80 m
- 2001:  Ter Specke Bokaal – 1,76 m
- 2001:  Gouden Spike – 1,75 m
- 2001:  Arena Games – 1,74 m
- 2002:  NK indoor – 1,74 m
- 2003:  Trigallez Recordwedstrijden – 1,75 m
- 2005:  NK – 1,79 m
- 2006:  Ter Specke Bokaal – 1,71 m
- 2007:  NK indoor – 1,75 m
- 2007:  Ter Specke Bokaal – 1,73 m
- 2008:  NK – 1,76 m
- 2010:  Ter Specke Bokaal – 1,65 m

### verspringen
- 2002:  NK – 6,03 m
- 2004: 5e NK indoor – 5,64 m
- 2004:  Arena Games – 5,94 m
- 2005:  Ter Specke Bokaal – 5,77 m
- 2005:  Keienmeeting te Uden – 5,82 m
- 2005:  Arena Games – 5,71 m
- 2006:  LTB-Recordwedstrijden te Hoorn – 5,77 m
- 2007:  NK – 6,10 m
- 2009: 4e NK indoor – 5,89 m
- 2010:  Flynth recordwedstrijden – 6,41 m
- 2012:  NK indoor – 5,78 m
- 2012:  NK – 5,91 m

### vijfkamp
- 2001: 8e Meerkampinterl. te Praag – 3990 p
- 2002:  NK meerkamp te Gent – 4207 p
- 2003:  Meerkampinterl. te Cardiff – 4225 p
- 2003:  NK meerkamp te Gent – 4356 p
- 2004: 4e Meerkampinterl. te Zuidbroek – 4091 p
- 2007:  NK meerkamp te Gent – 4219 p
- 2008:   NK meerkamp te Gent – 4423 p
- 2009:  Reval Hotels Cup te Tallinn – 4536 p
- 2009: 8e EK indoor – 4406 p

### zevenkamp
- 2000: 5e NK meerkamp – 5435 p
- 2000: 7e WK U20 – 5371 p
- 2001: 6e EK U20 – 5507 p
- 2003:  NK meerkamp te Apeldoorn – 5785 p
- 2003: 11e Europa Cup Meerkamp te Tallinn – 5741 p
- 2003:  EK U23 te Bydgoszcz – 5895 p
- 2004:  NK meerkamp te Woerden – 5710 p
- 2005:  NK meerkamp te Emmeloord – 5870 p
- 2005:  Europacup meerkamp te Bydgoszcz – 6062 p
- 2006:  Europacup meerkamp te Yalta – 5859 p
- 2007:  Europacup meerkamp te Tallinn – 5974 p
- 2007: 16e WK – 6056 p
- 2008: 17e Hypomeeting te Götzis – 6098 p
- 2009: 8e Hypomeeting – 6100 p
- 2009: 19e WK – 5704 p (na DQ Tsjernova)